# Andrija Artuković
Andrija Artuković (? 1899 – 16. ledna 1988) byl chorvatský právník, politik a vysoký člen ultranacionalistického a fašistického ustašovského hnutí, který sloužil jako ministr vnitra a ministr spravedlnosti ve vládě nezávislého státu Chorvatsko. (NDH) během druhé světové války v Jugoslávii. Podepsal řadu rasových zákonů proti Srbům, Židům a Romům a byl zodpovědný za řadu koncentračních táborů, v nichž bylo mučeno a zavražděno přes 100 000 civilistů. Po válce uprchl do Spojených států, kde žil až do vydání do Jugoslávie v roce 1986. Byl souzen a shledán vinným z řady masových vražd v NDH a byl odsouzen k smrti, ale rozsudek nebyl vykonán kvůli jeho věku a zdraví. Zemřel ve vazbě v roce 1988.